# Prix de création littéraire Bibliothèque de Québec-Salon international du livre de Québec
Le Salon international du livre de Québec a créé en 2003 le Prix de création littéraire Bibliothèque de Québec-Salon international du livre de Québec dans le but de souligner le dynamisme de la vie littéraire dans la grande région de Québec. 
Il y a trois prix. Le premier est attribué à un auteur ou à deux coauteurs pour la qualité et l’originalité d’une œuvre de création littéraire pour adulte. Le deuxième est destiné à un auteur de littérature jeunesse. Depuis 2019, un troisième prix est remis, dans la catégorie essai.
Les genres littéraires admissibles sont le roman, la poésie, la nouvelle, le conte, le récit, la biographie, le théâtre et l'essai.
Les auteurs doivent résider dans la Communauté métropolitaine de Québec.

## Lauréats littérature adulte
- 2003 - Jacques Poulin, Les Yeux bleus de Mistassini
- 2004 - Hans-Jürgen Greif, Orphéo
- 2005 - Gilles Pellerin, Ï (i tréma)
- 2006 - Christiane Frenette, Après la nuit rouge
- 2007 - Alain Beaulieu, La Cadillac blanche de Bernard Pivot
- 2008 - Esther Croft, Le reste du temps
- 2009 - Jacques Côté, Le Chemin des brumes
- 2010 - Jean Lemieux, Le mort du chemin des Arsène
- 2011 - Dominike Audet, L’âme du minotaure
- 2012 - Yves Morin, Les Cœurs tigrés
- 2013 - François Blais, Document 1[2]
- 2014 - Hans-Jürgen Greif, La colère du faucon[3]
- 2015 - Nathalie Jean, Le vent dans le dos
- 2016 - Hans-Jürgen Greif, Le photographe d’ombres
- 2017 - Érika Soucy, Les murailles
- 2018 - Mathieu Villeneuve, Borealium tremens
- 2019 - Christiane Vadnais, Faunes
- 2020 - Naomi Fontaine, Shuni
- 2021 - Mireille Gagné, Le lièvre d'Amérique
- 2022 - Lyne Richard, Prismacolor no 325
- 2023 - Anne Guilbault, L'oiseau-grenade
- 2024 - Elsa Simone, Jyothi

## Lauréats littérature jeunesse
- 2004 - Anique Poitras, La chute du corbeau
- 2005 - Jean Lemieux, Le fil de la vie
- 2006 - Alain Beaulieu, Aux portes de L’Orientie
- 2007 - Martine Latulippe, Lorian Loubier, détective privé ?
- 2008 - Lyne Vanier, Les anges cassés
- 2009 - Martine Latulippe, Lorian Loubier, Vive les mariés !
- 2010 - Sylvain Hotte, Aréna, tome 1-Panache
- 2011 - Johanne Mercier, Mes parents sont gentils… mais tellement paresseux !
- 2012 - Lyne Vanier, Cassée
- 2013 - Martine Latulippe, Le voisin, Rosa, les poissons et moi[4]
- 2014 - Élizabeth Lepage-Boily, Maude, tomes 1-2-3
- 2015 - Yvon Brochu, Galoche,  héros  malgré
- 2016 - Lyne Vanier, Mon frère n’est pas une asperge
- 2017 - Martin Fournier, Les Aventures de Radisson, tome 3, L’année des surhommes
- 2018 - Lyne Vanier, La fille désaccordée
- 2019 - Sandra Dussault, Le programme
- 2020 - Élizabeth Lepage-Boily, Ma vie de gâteau sec
- 2021 - Sandra Dussault, Lucy Wolvérène 1 – Les cristaux d’Orléans
- 2022 - Catherine Ferland, 15 femmes qui ont fait l’histoire du Québec
- 2023 - Fabrice Boulanger, M.I.A. : ma réalité augmentée
- 2024 - Valérie Boivin, Jaja la nuit

## Lauréats essai
- 2019 - Thomas O. St-Pierre, Miley Cyrus et les malheureux du siècle
- 2020 - Jean Désy, Être et n’être pas : Chronique d’une crise nordique
- 2021 - Patrice Groulx, François-Xavier Garneau
- 2022 - Jonathan Livernois, Entre deux feux
- 2023 - René Bolduc, Travail et temps
- 2024 - Jonathan Livernois, Godin